# Matisia alata
Matisia alata är en malvaväxtart. Matisia alata ingår i släktet Matisia och familjen malvaväxter.

## Underarter
Arten delas in i följande underarter:
- M. a. alata
- M. a. corrugata